# David (film)
David är en tysk dramafilm från 1979 i regi av Peter Lilienthal.
Filmen är baserad på Joel Königs roman Den Netzen entronnen.

## Utmärkelser
Filmen vann Guldbjörnen för bästa film 1979.

## Rollista i urval
- Mario Fischel - David Singer
- Walter Taub - rabbi Singer
- Irena Vrkljan - Frau Singer
- Eva Mattes - Toni
- Dominique Horwitz - Leo
- Torsten Henties - David som barn